# Аппаев, Хасан Джашауович
Хасан Джашауович Аппаев (карач.-балк. Аппаланы Джашауну жашы Хасан; 1900, Нижний Чегем, Терская область — 1938) — общественно-политический и государственный деятель. Активный участник установления власти Советов в Кабардино-Балкарской АССР. Член пленума Кабардино-Балкарского обкома ВКП(б), кандидат в члены бюро обкома партии, депутат Верховного Совета РСФСР. Репрессирован, реабилитирован посмертно. По национальности балкарец.

## Биография
- 1934 — Председатель Чегемского райисполкома
- 26 июня 1938 — депутат Верховного Совета РСФСР
- 1938 — арестован